# Martin Janssen
Martinus Maria Aloijsius Antonius (Martin) Janssen (ur. 13 czerwca 1903 w Bredzie, zm. 12 maja 1969 w Zeist) – holenderski polityk i księgowy, deputowany krajowy i europejski.

## Życiorys
Pochodził z rodziny arystokratycznej, syn Franciscusa i Adriany van der Boogard. W latach 1921–1929 studiował handel i księgowość na Holenderskiej Wyższej Szkole Handlu w Rotterdamie; uzyskał doktorat. Pracował w wyuczonym zawodzie w koncernie Philips i instytucjach naukowych. Od 1947 wykładał w Katolickiej Wyższej Szkole Ekonomicznej w Tilburgu. Zasiadał w zarządzie organizacji charytatywnej Wit-Gele Kruis.
Związał się z Katolicką Partią Ludową. W latach 1946–1950 i 1952–1953 radny miejski Zeist, od 1946 do 1950 także wethouder (członek miejskich władz wykonawczych). Był deputowanym Tweede Kamer w latach 1948–1963 (z przerwą), a w styczniu 1963 był kandydatem KVP na przewodniczącego izby. Od 1956 do 1963 oddelegowany do Zgromadzenia Europejskiej Wspólnoty Węgla i Stali, w 1948 przekształconego w Parlament Europejski. Zasiadał także w Zgromadzeniu Parlamentarnym Rady Europy (1955–1956).

## Życie prywatne
W marcu 1963 przeszedł udar, po którym nie powrócił do aktywności politycznej. Żonaty z córką przemysłowca Anną Lucią Franciscą Josephiną Jansen.